# Jeff Rawle
Jeffrey "Jeff" Rawle (født 1951 i Birmingham) er en engelsk skuespiller mest kendt for at spille Silas Blisett i Hollyoaks. Han er også velkendt for hans mindre skildringer. Rawle flyttede fra Birmingham(det sydlige England) til Sheffield (det nordlige England) hvor han optrådte i flere produktioner med scener i Liverpool, Machester og Yorkshire. Han blev nomineret til "villian of the year award" ved The British soap awards 2011 for hans rolle som seriemorderen Silas Blisett i Hollyoaks.

## Liv og karriere
Rawle blev født i Birmingham, England; hans familie flyttede til Sheffield og det var på High Storrs Grammar school at han først blev interesseret i drama da han spillede i skole stykker. Han arbejdede ved Sheffield Playhouse før han begyndte at arbejde for LAMDA.  

### TV
Rawle fik hans første store rolle i 1973 som Billy i TV versionen af Keith Waterhouse og Willis Halls Billy Liar.
I 1984 optrådte han i Doctor Who afsnittet Frontios som Plantaganet.
Han optrådte i Faith in the Future på ITV fra 1995 til 1998 og også i ITV-serien Doc Martin som Roger Fenn.
Han optrådte i den fjerde episode af den fjerde serie af New Tricks som sagfører Jonathan Blunt.
I 2005 optrådte han i den fjerde serie af Spooks som indenrigsministeren. Han optrådte også i Ultimate Force – "Never Go Back" sammen med Ross Kemp.